# Лейков (село)
Лейков (укр. Лейків) — село,
Матяшовский сельский совет,
Великобагачанский район,
Полтавская область,
Украина.
Село ликвидировано в 1990 году .

## Географическое положение
Село Лейков находится в 5-и км от правого берега реки Псёл.
В 1,5 км расположено село Мареничи (Миргородский район).
К селу примыкает большой лесной массив (ольха, осина).

## История
- 1990 — село ликвидировано [1].